# بيترو موتا
بيترو موتا (بالإيطالية: Simone Motta)‏ هو لاعب كرة قدم إيطالي في مركز الهجوم، ولد في 26 أغسطس 1977 في أوديني في إيطاليا. لعب مع نادي أسكولي ونادي أودينيزي ونادي باري ونادي بيستويسي ونادي تريستينا ونادي تشيزينا ونادي ريميني ونادي نوفارا.

## وصلات خارجية
- بيترو موتا على موقع قاعدة بيانات كرة القدم.إي يو (الإنجليزية)
- بيترو موتا على موقع Soccerway.com (الإنجليزية)
- بيترو موتا على موقع عالم كرة القدم.نت (الإنجليزية)